# ハラルド・ツア・ハウゼン
ハラルド・ツア・ハウゼン（Harald zur Hausen、(ドイツ語発音: [ˈhaʁalt tsuːɐ̯ ˈhaʊzn̩] ( 音声ファイル)、1936年3月11日 -  2023年5月28日）は、ドイツのウイルス学者。ゲルゼンキルヒェン出身。
2008年にフランソワーズ・バレシヌシおよびリュック・モンタニエとともにノーベル生理学・医学賞を受賞した。

## 経歴
ボン大学、ハンブルク大学で医学を学んだあと、1960年ハインリッヒ・ハイネ大学デュッセルドルフからM.D.を取得した。その後は同大学の医療微生物研究所で医療助手として2年間、研究助手として3年勤務した。その後に渡米し、フィラデルフィア小児病院のウイルス研究所で3年半勤務し、1968年にペンシルベニア大学で助教授となった。1969年にドイツに戻り、ユリウス・マクシミリアン大学ヴュルツブルクを経て、1972年よりエアランゲン・ニュルンベルク大学、1977年よりフライブルク大学の教授を歴任した。
1983年から2003年まで、ハイデルベルクのドイツがん研究センター Deutsches Krebsforschungszentrum) の理事会長を務め、2010年末までInternational Journal of Cancer の編集長を務めた。

## パピローマウイルスの発見
研究領域は腫瘍ウイルスの研究である。1976年、ヒトパピローマウイルス（HPV）が子宮頸がんの原因に重要な役割を果たすという仮説を発表した。1983-4年に、子宮頸がんを起こす2種類のパピローマウイルス（HPV16とHPV18）を共同研究者ともに同定した。これにより、2006年には、子宮頸がんの感染をヒトパピローマウイルスワクチンで予防できるようになった。
また、尖圭コンジローマを引き起こすウイルス（HPV 6）の発見、最近発見されたヒトメルケル細胞ポリオーマがんを引き起こすサルリンパ球向性ポリオーマウイルスの発見、ならびにエプスタイン・バール・ウイルスを用いて不活化細胞を誘導し、ホルボールエステルを用いてウイルスを複製する技術を開発した。パピローマウイルスおよび子宮頸がんに関する彼の研究は、最初の解明であったため多くの科学的批判を受けたが、他の高リスクのパピローマウイルスについても拡大され、確認された。
2008年、医学に貢献したためガードナー国際賞を受賞。同年、ヒト免疫不全ウイルスを発見したリュック・モンタニエとフランソワーズ・バレ＝シヌシとともに、ノーベル生理学・医学賞を受賞した。
2008年のノーベル賞では、同年にカロリンスカ研究所ノーベル委員会のメンバーであったボ・エンジェリンが、HPVワクチンの特許権を有するアストラゼネカの理事会にも参加していたことが判明し、物議をかもした。これは、アストラゼネカがノーベルウェブとノーベルメディアとのパートナーシップを結び、ドキュメンタリーや講演会を開催して賞の認知度を高めたことでさらに悪化した。しかし共同研究者らは、受賞は当然であると感じており、ノーベル委員会と総会の幹事は、投票時にアストラゼネカのHPVワクチンの特許について知らなかったと述べている。

## 受賞歴
- 1975年 ロベルト・コッホ賞
- 1986年 Charles S. Mott Prize
- 1994年 パウル・エールリヒ&ルートヴィヒ・ダルムシュテッター賞
- 1996年 エルンスト・ユング賞
- 2004年 ドイツ連邦共和国功労勲章
- 2005年 プリンス・マヒドール賞
- 2006年 ウィリアム・コーリー賞
- 2007年 ウォーレン・アルパート財団賞
- 2008年 ガードナー国際賞、ノーベル生理学・医学賞